# Corps de garde de Doville
Le corps de garde de Doville est un bâtiment à vocation militaire situé dans le département français de la Manche, sur la commune de Doville. Ce corps de garde constitue un témoignage de la défense des côtes du Cotentin sous l’Ancien Régime.

## Localisation
Les ruines du bâtiment se trouvent au sommet du mont Doville, une montagne du Massif armoricain qui culmine à 129 m d'altitude.

## Historique
Le corps de garde a été construit au XVIIe siècle.
Les vestiges de l'édifice ont été inscrits au titre des monuments historiques par arrêté du 31 mars 1992.